# Civilní služba
Civilní služba je náhradní služba, kterou vykonává občan podléhající služební povinnosti, pokud odmítá z důvodů svědomí či náboženského vyznání vykonávat základní vojenskou službu. Jako pomocná síla působí v státních či obecních organizacích nebo u neziskových organizací, zejména ve zdravotnictví, sociálních službách, ochraně životního prostředí, při likvidaci následků živelních pohrom či v jiných obecně prospěšných činnostech. Při branné povinnosti nemohou občané žádat o civilní službu. Civilní služba není náhradní vojenská služba.
V Československu byla civilní služba uzákoněna v roce 1990. Civilní služba byla o polovinu delší než základní vojenská služba. V Česku byla zrušena v roce 2005 současně s základní vojenskou službou. Civilní službu jako náhradu za základní vojenskou službu lze vykonávat ve Finsku, Rakousku a Řecku.